# Guerra no convencional

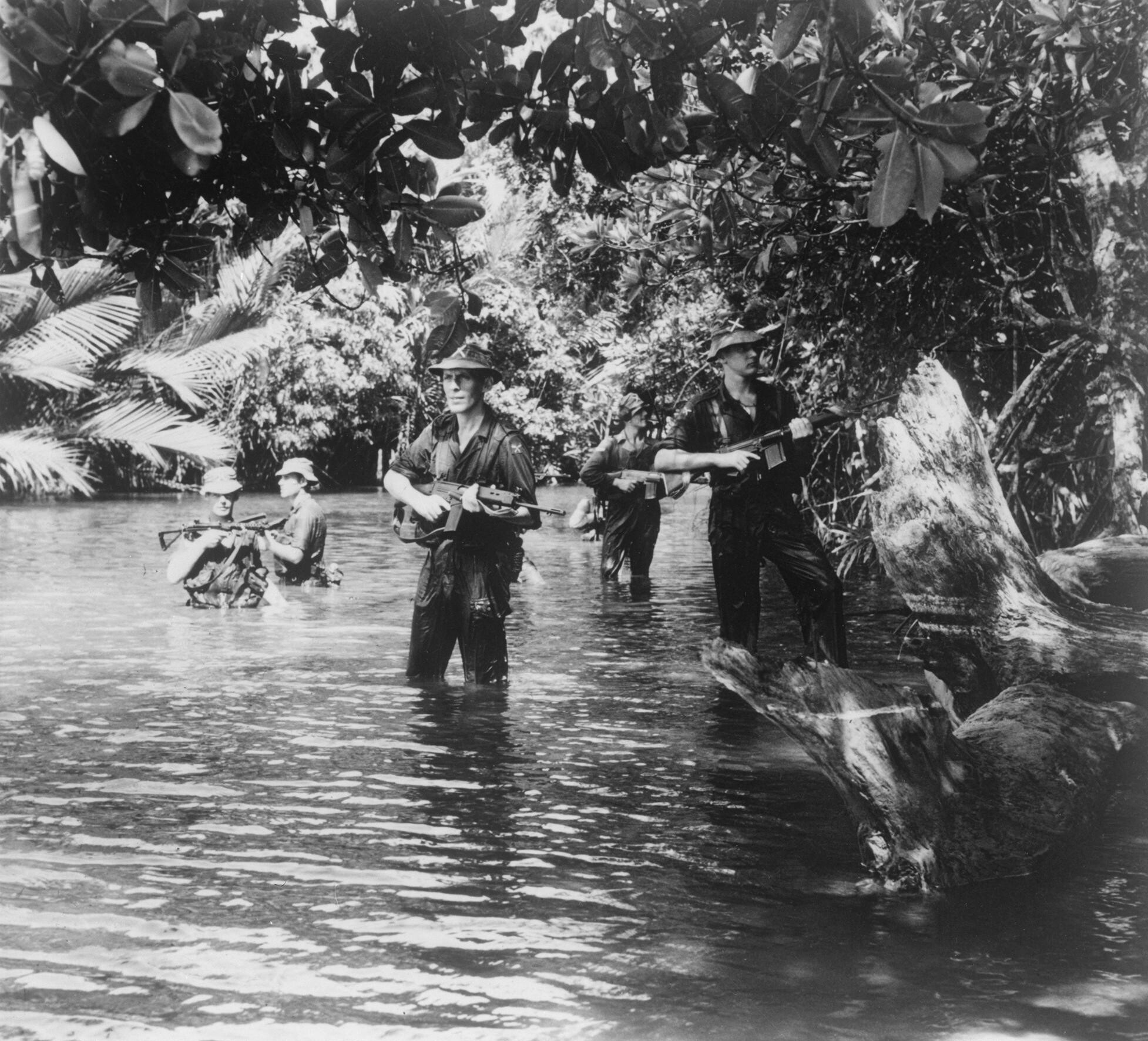
Una patrulla del ejército británico en Brunei (1963).

La guerra no convencional (GNC), son un conjunto de estrategias que pretende intervenir o injerir en un país sin usar tecnología bélica como: armas, tanques, bombardeos, por mencionar algunos, que suelen ser usado comúnmente en la "Guerra convencional (GC)", además del uso tácticas militares no convencionales. Esta estrategia resulta en muchas ocasiones eficaz por el hecho desencadenar caos y miedo en la población enemigo al implementar agentes u oficiales de manera encubierta. También se puede referir al empleo de armas nucleares en el conflicto.
La guerra no-convencional no es un método nuevo. De acuerdo a revelaciones publicadas por el gobierno de los Estados Unidos, ha sido empleado en varias ocasiones por sus tropas como ocurrió en el Proyecto Eldest Son durante la guerra de Vietnam y en varias operaciones en la Segunda Guerra Mundial.

## Antecedentes
La guerra se define como la lucha armada entre dos o más naciones o entre bandos de una misma nación.
La guerra puede clasificarse en dos grupos: La Guerra Convencional (GC) y La Guerra No-Convencional (GNC).
En la Guerra convencional existe un enfrentamiento armado físico entre los beligerantes, y sus objetivos principales son la destrucción del ejército enemigo y de su infraestructura, o en su defecto el debilitamiento.
En la Guerra no-convencional usualmente no existe un enfrentamiento físico entre las fuerzas militares de las naciones en conflicto, este tipo de guerra se basa en la idea de que es posible desestabilizar al enemigo a través del miedo, hasta el punto de lograr que haga grandes concesiones para obtener la paz, sin importar si este aun es capaz de continuar la guerra. Las fuerzas u objetivos son secretos, o no están bien definidos; las tácticas y las armas intensifican el entorno de subversión, miedo y generalmente, lo que se trata de obtener es la coerción o la subversión de un cuerpo político.
Los países que suelen aplicar la guerra no-convencional no usan la fuerza desmedida de un arma convencional, sino que a través de medios creativos, innovadores, tecnológicos y tácticas sigilosas, logra llevar a cabo los propósitos que se plantean. En la guerra no-convencional los objetivos de guerra son usualmente psicológicos y coactivos, y los elementos de las fuerzas armadas usualmente trabajan independientemente y es común que se encuentre infiltrados. 
Estudios sobre la evolución de las guerras aseguran que el empleo de métodos de Guerra no Convencional data de la antigüedad. Durante el período de la Guerra Fría, el mando militar de Estados Unidos desarrolló campañas de guerra no-convencional para tratar de lograr sus objetivos sin arriesgarse a una contienda generalizada con la Unión de Repúblicas Socialistas Soviéticas (URSS).
Tras el fiasco estadounidense en Vietnam, y para enfrentar el auge de los movimientos de liberación nacional en diferentes partes del mundo desarrolló la doctrina de los “conflictos de baja intensidad”, referente doctrinal cercano a la Guerra no-convencional.

### Surgimiento de la GNC
Como concepto, ha formado parte del cuerpo doctrinal de las Fuerzas Armadas estadounidenses desde la Segunda Guerra Mundial, pero es a partir de la década de los 50 que se conoce con la denominación actual.
La incapacidad demostrada por las Fuerzas Armadas de Estados Unidos para tener éxito en escenarios de guerra irregular, junto a otros factores derivados de esas propias guerras tanto en lo político,moral y psicológico, como en los aspectos técnico-militares,y de la endeble situación económica por la que atraviesa, ha obligado al mando político-militar estadounidense a retomar enfoques que, aunque igualmente agresivos, tienden a hacer prevalecer la guerra “a distancia”, con poca o ninguna presencia directa de sus fuerzas terrestres en el terreno.
Esto se imbrica convenientemente con las estrategias de la administración del presidente Barack Obama, que abogan por “liderar desde atrás”, comprometer el mínimo de fuerzas y apoyarse, hasta donde sea posible, en elementos locales y de países aliados, a la vez explotar las vulnerabilidades del adversario, para desgastarlo paulatinamente y provocar su colapso. Esto es lo que se suele llamar como “Poder Suave, Poder Inteligente, o Huella Ligera” y otras numerosas denominaciones que confluyen en su objetivo: Derrocar gobiernos que no se someten a sus intenciones.
Según la Circular de Entrenamiento 18-01 (TC- 1801), uno de los principales documentos doctrinales norteamericanos sobre la Guerra No-Convencional de las Fuerzas de Operaciones Especiales del Ejército de Estados Unidos, fechada en el año 2010, se trata de aprovechar las posibles vulnerabilidades del Gobierno a derrocar; distanciarlo de la población; desplazar a la porción de la ciudadanía que actúa de manera neutral hacia posiciones en su contra; explotar estos elementos a través de la subversión, y cuando esta no conduzca a los resultados estratégicos deseados, recurrir al conflicto armado a través del fomento de la insurgencia, que actúe de manera irregular y conduzca a la inestabilidad incontrolable e impida gobernar. En tal sentido deben desempeñar un papel protagónico, según el propio documento, los medios de comunicación masiva y las modernas tecnologías de la informática y las comunicaciones, en función de las acciones subversivas.
De acuerdo a la TC-1801, la Guerra No-Convencional es:
"El conjunto de actividades dirigidas a posibilitar el desarrollo de un movimiento de resistencia o insurgente; para coaccionar, alterar o derrocar a un gobierno; o tomar el poder mediante el empleo de una fuerza de guerrilla auxiliar y clandestina”, aprovechando, promoviendo y contribuyendo casi siempre de modo directo aunque encubierto a alentar las vulnerabilidades económicas, políticas y militares del adversario seleccionado."
La guerra no-convencional conjuga una red de tanques pensantes (think tanks), fundaciones, fondos, y demás organizaciones que están detrás de la desestabilización abierta de naciones soberanas. Sus narrativas en las políticas públicas o para el consumo público son engañosas y persuasivas. Su función es cooptar a los pensadores progresistas, medios de comunicación y activistas.
Fundaciones, financiamientos, equipamientos, adiestramientos, mercenarios, manipulación; y mucha persuasión a través de los medios de comunicación, son algunas de las técnicas utilizadas por los Departamentos de Estado, con la finalidad de socavar las bases de los gobiernos.

## Características y Objetivos de la GNC

### Características
- Rebajar los estándares de la vida civil a través de prácticas inhumanas (escasez de productos de consumo diario y tecnológico).
- Generar guerra mediática para desprestigiar y justificar las acciones injerencistas, por medio de campaña internacional y nacional sobre la inseguridad.
- Utilización de un gran aparato financiero exógeno que subvenciona los actos callejeros, de terrorismo urbano o contra bienes de las naciones.
- Cuenta con el apoyo secreto de grupos militares y civiles opositores a quienes se les dota e instruye en cursos para la elaboración de armamentos y tácticas ataques.
- Provoca el miedo en la población civil a través de las campañas mediáticas.
- Crea a través de los medios clima de desconfianza y desesperanza sobre las actuaciones del gobierno en la población del país.
- Crea un estado de conflictividad civil para el quiebre moral de los partidarios del modelo de Estado.
- Viola los derechos humanos de la población y violentar los derechos y acuerdos internacionales.
- Utiliza la técnica del rumor en las calles y demás espacios para generar confusión y malestar en la población.
- Usar medios de internet como las redes sociales con fines desestabilizadores.
- Generar disturbios.
- Una vez que los enfrentamientos civiles se complican viene la intervención de las negociaciones de paz, mientras tanto se intensifican la violencia con la presencia de grupos armados, luego se produce la invasión y la guerra convencional, hasta destruir los pueblos, la población civil, su cultura, historia, monumentos y arquitectura.[7]

### Objetivos
- Reducir, disminuir o minimizar al enemigo elegido hasta vencerlo.
- Dominar otras naciones.
- Expoliar de las riquezas naturales a otros pueblos.
- Apoderarse de sus condiciones geopolíticas estratégicas para no sólo su expansión territorial sino para imponer su modelo y subyugar a los pueblos.
- Destruir el país con armas de cualquier tipo, para luego comenzar el negocio de la reconstrucción.